# 後藤靱雄
後藤 靱雄（ごとう ゆきお、生年不詳 - 1976年）は、兵庫県武庫郡住吉村（現：神戸市）出身のサッカー選手。ポジションはフルバック（現在のセンターバック）。

## 来歴
父はベルギー人であり、倚松庵など住吉村一帯に広い屋敷を所有する家柄であった。また、当時としてはかなりの長身で、特に空中戦とキック力に長けた選手だった。
関西学院大学在学中はサッカー部に所属し、斎藤才三が同級生であり、1929年にサッカー部の主将を務めた。また、関学クラブ（現役学生およびOBによる合同チーム）の一員として、1929年10月に開催された明治神宮大会兼ア式蹴球全國優勝競技會（第9回天皇杯全日本サッカー選手権大会）および翌1930年2月のア式蹴球全國優勝競技會（第10回天皇杯全日本サッカー選手権大会）の優勝に貢献した。
1930年5月に開催された第9回極東選手権競技大会のサッカー日本代表に選出され、フィリピン代表戦など2試合に出場した。
大学卒業後の1934年5月に開催された第10回極東選手権競技大会の日本代表に選出。主将として2試合に出場した。1947年には天覧試合となった東西対抗では監督としてコーチの大谷四郎と共に関西チームの指揮を取った。
また、後藤は1936年11月から1943年8月まで倚松庵を作家の谷崎潤一郎に賃貸したが、立ち退き要求から谷崎が実際に退去に至るまで1年間を要したエピソードがある。
1976年に死去したと伝わっている。

## 所属クラブ
- 兵庫県御影師範学校附属小学校
- 関西学院中学部
- 関西学院大学[2]
- 関学クラブ

## 代表歴

### 出場大会
- 1930年 第9回極東選手権競技大会
- 1934年 第10回極東選手権競技大会

### 試合数
- 国際Aマッチ 4試合 0得点(1930-1934)

| 日本代表 | 国際Aマッチ | 国際Aマッチ | その他 | その他 | 期間通算 | 期間通算 |
| 年       | 出場        | 得点        | 出場   | 得点   | 出場     | 得点     |
| -------- | ----------- | ----------- | ------ | ------ | -------- | -------- |
| 1930     | 2           | 0           | 0      | 0      | 2        | 0        |
| 1931     | 0           | 0           | 0      | 0      | 0        | 0        |
| 1932     | 0           | 0           | 0      | 0      | 0        | 0        |
| 1933     | 0           | 0           | 0      | 0      | 0        | 0        |
| 1934     | 2           | 0           | 0      | 0      | 2        | 0        |
| 通算     | 4           | 0           | 0      | 0      | 4        | 0        |

### 出場
| No. | 開催日         | 開催都市 | スタジアム         | 対戦相手           | 結果 | 監督     | 大会       |
| --- | -------------- | -------- | ------------------ | ------------------ | ---- | -------- | ---------- |
| 1.  | 1930年05月25日 | 東京都   | 明治神宮外苑競技場 | フィリピン         | ○7-2 | 鈴木重義 | 極東選手権 |
| 2.  | 1930年05月29日 | 東京都   | 明治神宮外苑競技場 | 中華民国           | △3-3 | 鈴木重義 | 極東選手権 |
| 3.  | 1934年05月13日 | マニラ   |                    | オランダ領東インド | ●1-7 | 竹腰重丸 | 極東選手権 |
| 4.  | 1934年05月20日 | マニラ   |                    | 中華民国           | ●3-4 | 竹腰重丸 | 極東選手権 |